# Paklenica
Paklenica je krasový říční kaňon a zároveň národní park v Chorvatsku. Nachází se nad sídlem Starigrad v severní Dalmácii, v jižní části pohoří Velebit v Zadarské župě. V národním parku se nachází dva kaňony Mala a Velika Paklenica. Kaňon Malé Paklenice je vyschlý bez vodního toku. Poblíž vstupu do kaňonu Veliké Paklenice se nachází komplex štol sloužících jako úkryt pro Josipa Broze Tita během roztržky mezi Sovětským svazem a Jugoslávií na přelomu čtyřicátých a padesátých let dvacátého století. V roce 2017 byl již zprovozněný jako muzeum a kavárna.
Nejlepším výchozím bodem je Starigrad 45 km od Zadaru. Zde se také nachází kancelář národního parku. Leží 2 km od vstupu do národního parku v osadě Marasovići, kde je za recepcí parkoviště. Horolezci zde získávají přesné popisy lezeckých cest.
V kaňonu Velké Paklenice se nachází Anića Kuk, nejvyšší chorvatská skála (712 m n. m.). V jejím okolí se nachází množství horolezeckých terénů přístupných po celý rok.
Manita peć je zajímavá jeskyně v horní (severní) části kaňonu.
Vaganski vrh, nejvyšší hora pohoří Velebit (1757 m n. m.) a Sveto Brdo (1751 m n. m.) se nacházejí poblíž vnějších hranic národního parku. Z jejich vrcholů lze vidět celou jižní část Velebitu.